# Рубен Галван
Рубен Галван (на испански: Rubén Galván) е аржентински футболист, полузащитник.

## Кариера
Галван е четирикратен носител на Копа Либертадорес, двукратен аржентински шампион и световен шампион от 1978 г.
От 1971 до 1980 г. Галван играе за Индепендиенте. Отборът през тези години заема видно място в Южна Америка, като печели Копа Либертадорес 4 пъти поред - 1972-1975. През 1980 г. Рубен преминава в Естудиантес, където прекарва един сезон и играе 21 мача. През същата година, на 27 години, той прекратява кариерата си.
През 2007 г. Галван, заразен с Хепатит С, претърпява чернодробна трансплантация.

## Отличия

### Отборни
Индепендиенте
- Примера дивисион: 1977, 1978
- Междуконтинентална купа: 1973
- Копа Либертадорес: 1972, 1973, 1974, 1975

### Международни
Аржентина
- Световно първенство по футбол: 1978